# Strathspey

Lowland
Highland
Strathspey
Západní Skotsko a ostrovy
Campbeltown
Islay

Strathspey (skotskou gaelštinou, Srath Spè), nebo také méně správně Speyside je údolní oblast kolem řeky Spey ve Skotsku, která je známá množstvím palíren single malt Skotské whisky, výskytem lososů a turistikou. Mezi nejvýznamnější města oblasti patří Elgin, Rothes, Keith, Charlestown of Aberlour, Mulben a Dufftown.